# کره جواهرنشان

کره جواهرنشان

کره جواهرنشان، یا به اصطلاح دورهٔ ناصری «کرهٔ مبارکهٔ جواهرنشان»، یک کره از طلای ناب و جواهرات کمیاب خزانهٔ حکومت قاجار است.
این کره در سال ۱۲۹۱ ه‍.ق به دستور ناصرالدین‌شاه توسط گروهی از جواهرسازان ایرانی به سرپرستی ابراهیم مسیحیاز جواهرات پیاده‌ای که در خزانه موجود بود، ساخته شده‌است.
اقیانوس‌ها و دریاها زمردنشان و آسیا مرصع به یاقوت و لعل، ایران مرصع به الماس، اروپا مرصع به یاقوت، آفریقا مرصع به یاقوت سرخ و کبود و آمریکای شمالی و جنوبی، استرالیا مرصع به یاقوت و لعل است. کشورهای ایران و انگلستان خط استوا به وسیله الماس نشان داده شده و دو حلقه زرین ساده که در روی آن‌ها گل‌های الماس نشان نصب شده، به‌طور متقاطع کره را در میان گرفته‌است. پیدا کردن کشورها در آن مشکل است و ظاهراً سازنده، مهارت کافی در نقشه‌کشی نداشته‌است.
بر روی کره القاب ناصرالدین‌شاه منبت و الماس نشان شده‌است. در این کره، کوه دماوند با یاقوت درشتی مشخص و شهر تهران با یاقوت معروفی به نام اورنگ‌زیب نمایان است.
این کره در حال حاضر در موزه جواهرات ملی ایران قرار دارد.

## جواهرات به کار رفته
قطر کره تقریبا ۶۶ سانتیمتر است. این کره به لحاظ جواهرات به کار رفته برروی یک شی نیز با مرصّع بودن به ۵۱۳۶۶  قطعه جواهر به وزن ۲۳۶۲۷ قیراط و طلای بکار رفته به وزن ۳۴ کیلوگرم بالاترین آمار موجود در میان جواهرات ملی ایران را دارا می‌باشد. کره جواهر نشان کلکسیونی است از پنج نوع گوهر گرانبها (الماس، زمرّد، یاقوت قرمز، یاقوت کبود و لعل) با کیفیت‌ها و تراش‌های گوناگون که بخش‌های مختلف زرّین کره به هنرمندی تمام با این جواهرات ترصیع شده‌است. برروی گوی همچنین خط استوا، دایره البروج (این دایره الماس نشان بر روی گوی (قوس بالا و پایین گوی) با استفاده از ۲۴۴ قطعه الماس به وزن ۵۸ قیراط و ۴ آنه ایجاد گردیده‌است)، مرزهای قاره‌ها و برخی از کشورها به همراه تعدادی از رودها با الماس نشان داده شده‌است. طبق کتاب راهنمای جواهرات سلطنتی ایران چاپ ۱۳۵۴ که از سوی بانک مرکزی ایران منتشر شد، وزن جواهرات این کره ۳۵۳۶ گرم است.

## نگارخانه

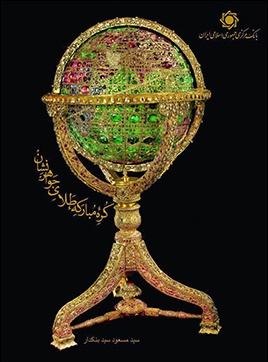
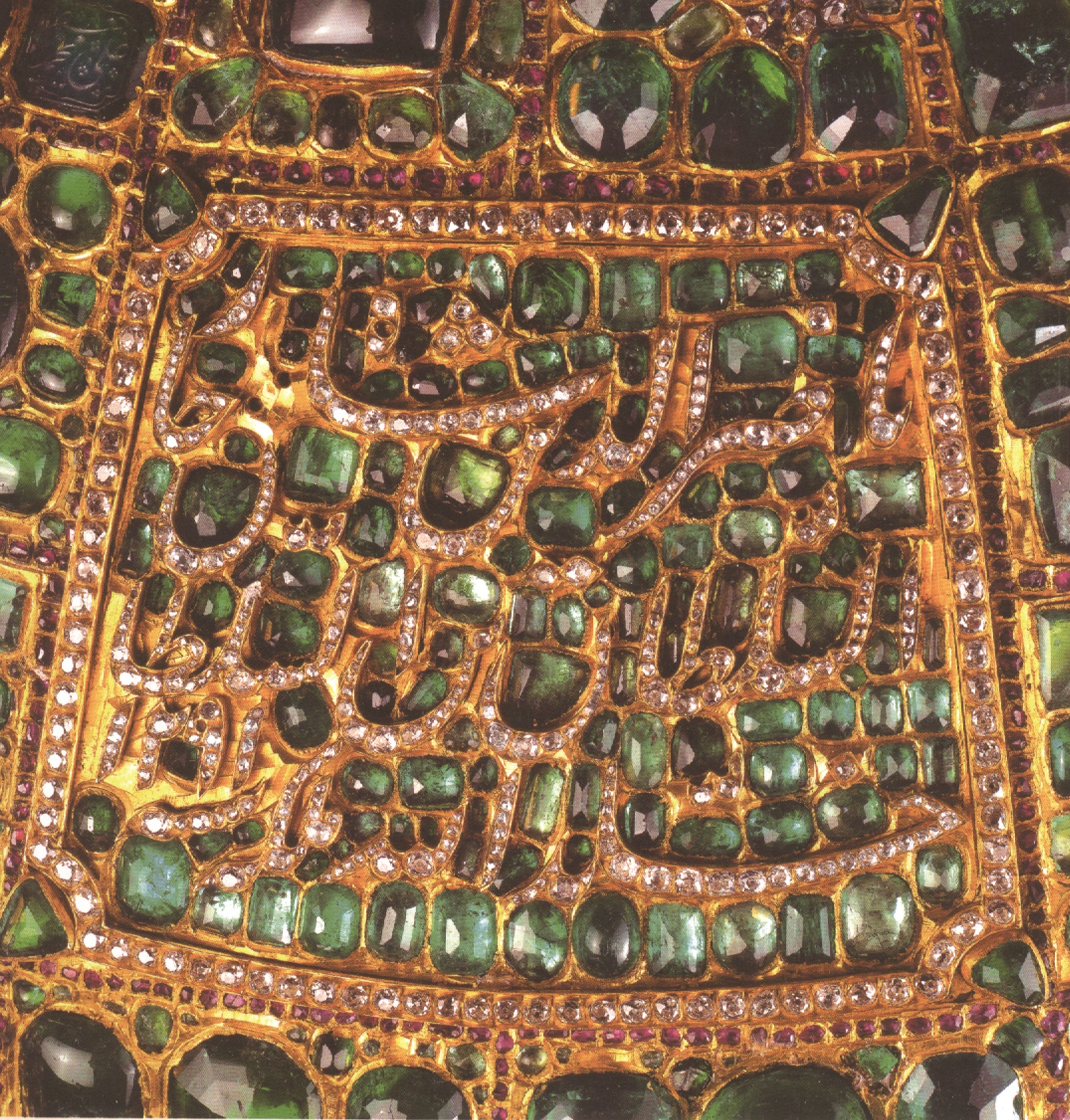
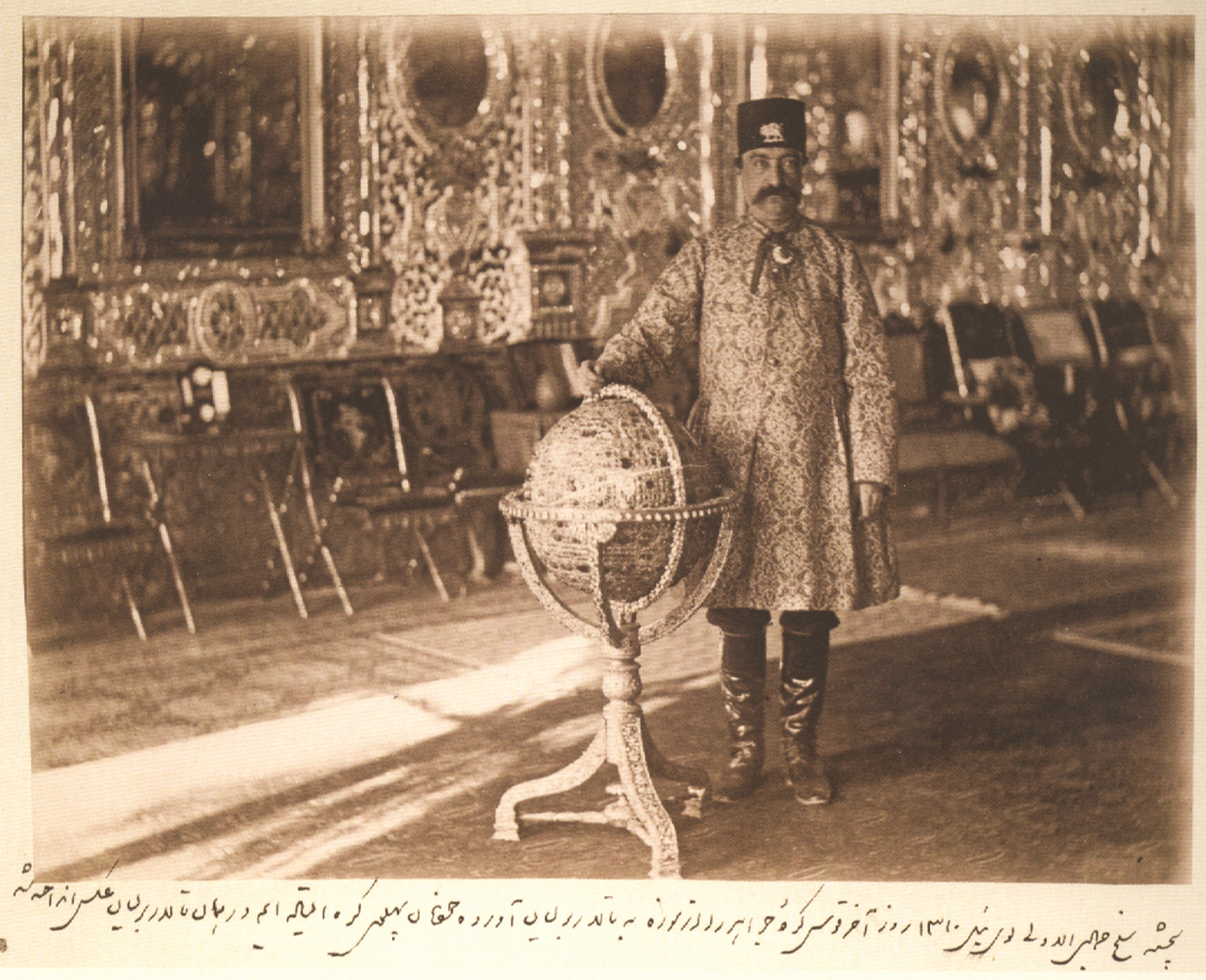
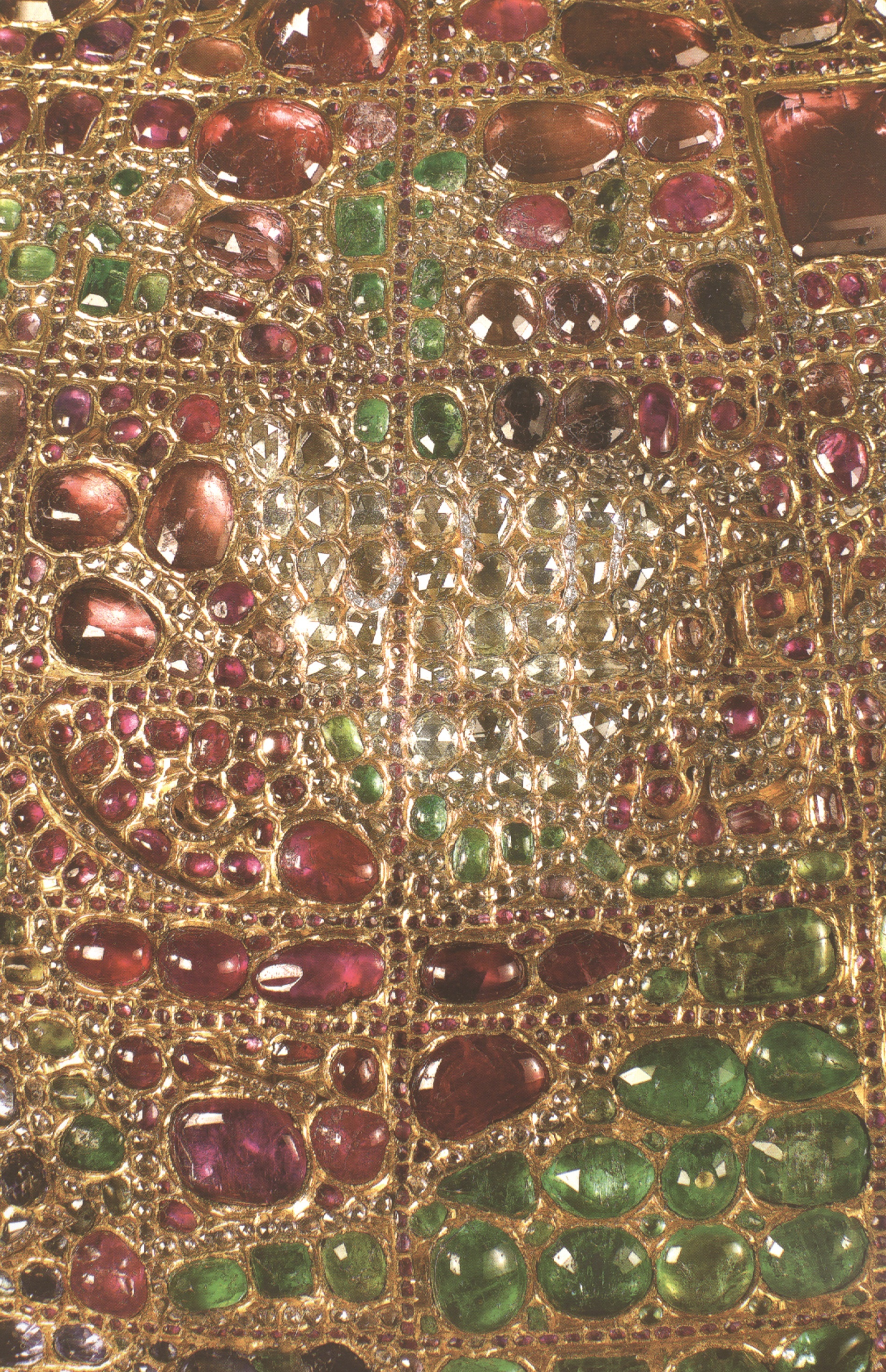